# Ambléon

Ambléon este o comună în departamentul Ain din estul Franței.